# Мандельштам Макс-Емануїл Хацкелевич
Макс-Емануїл Хацкелевич Мандельштам (16 травня 1838 або 1839, Жагори, Ковенська губернія, Російська імперія — 6 (18) березня 1912, Київ, Російська імперія) — російський лікар-офтальмолог, доктор медицини, діяч сіоністського руху. Голова Київського товариства офтальмологів, почесний член Київського товариства лікарів та благодійних єврейських товариств, а також член Київського комітету Конституційно-демократичної партії.

## Життєпис
Народився в Ковенській губернії, у містечку Жагори, в родині Хацкеля Йосельовича Мандельштама. Навчався спочатку у хедері, проте батьки — відомі діячі єврейського просвітницького руху «Гаскала» — визначили сина до гімназії у Вільно, після закінчення якої він вступив до німецького університету в Дерпті (нині Тарту). Університетські роки відіграли важливу роль становленні його характеру. З молодих років Макс Мандельштам твердо вирішив не соромитись свого єврейського походження, а пишатися ним. Так, під час навчання в Дерпті він не спускав чванливим студентам-буршам жодних вибриків, образливих для єврейської гідності, і ті вибачалися, бо знали Макса як небезпечного супротивника-дуелянта. У 1860 році закінчив Імператорський Харківський університет, після чого практикував у Чернігівській губернії. У 1863 році його сім'я була вислана з Жагорів та оселилася у Полтаві. У 1864 році вирушив для завершення освіти до Берліна, де отримав спеціальність окуліста та працював під керівництвом Альбрехта фон Грефе, Рудольфа Вірхова, Германа Людвіга Фердинанда Гельмгольца; був асистентом у клініці відомого окуліста Олександра Пафенштехера, спеціалізувався на офтальмології. 
Після повернення в Російську імперію, 1868 року Мандельштам захистив дисертацію на тему: «Anwendung der Ophthalmometrie auf einige Fragen der physiologischen Optik» (укр. «Застосування офтальмометрії до деяких питань фізіологічної оптики») на отримання наукового ступеню доктора медицини в Імператорській медико-хірургічній академії у Санкт-Петербурзі, і незабаром був обраний приват-доцентом Київського університету, де цю посаду обіймав 12 років. Протягом 4 років Мандельштам виконував обов'язки директора очної клініки професора Олександра Іванова). У 1879 році Мандельштам придбав будинок на вулиці Олександрівській у Києві (нинішня вулиці Михайла Грушевського, 8), де відкрив власну очну клініку. У 1880 році медичний факультет практично одноголосно визнав Мандельштама гідним очолити кафедру. Проте Рада університету не затвердила його на посаді професора. При цьому всі визнавали, що претензій за фахом щодо нього немає і бути не може. Просто Рада не хотіла приймати до своїх лав єврея і цим створювати прецедент на майбутнє. Доктор Мандельштам був ображений до глибини душі. З того часу його ноги не було в університеті.

## Громадська діяльність
Громадська діяльність Макса Мандельштама розпочалася з 1881 року, коли він брав участь в Ігнатівській комісії про постраждалих від погромів, він заснував Комітет допомоги жертвам погромів та залучив до участі в ньому єврейські та деякі неєврейські кола Києва. У 1883 році Мандельштам, спільно з Леоном Пінскером, Мойше Лейбом Лілієнблюмом та Германом Шапіро, на зборах єврейських представників в Одесі був одним з ініціаторів палестинофільського руху «Ховевей Ціон». У 1897 року Мандельштам спільно з Теодором Герцлем та Максом Нордау став на чолі сіоністського руху. Брав участь у всіх конгресах сіоністів, окремі його статті з цього питання друкувалися у часописах «Die Welt» та «Ost und West». Після Базельського конгресу 1903 року Мандельштам перейшов у ряди територіалістів. 
Мандельштам багато працював у справі еміграції російських євреїв в Галвестон (Техас, США), яке здійснювало «Єврейське іммігрантське інформаційне бюро» (англ. Jewish Immigrant Information Bureau). У Галвестоні передбачалося створення малогабаритного єврейського округу. Останні місяці життя Мандельштама пройшли в гнітючій атмосфері справи Менахема Бейліса.

## Поховання
Макс-Емануїл Мандельштам помер 6 (18) березня 1912 року та похований на Лук'янівському єврейському цвинтарі. У некролозі відомий київський адвокат Арнольд Марголін писав про місце поховання доктора Мандельштама: «Ця могила — духовне багатство єврейського народу. Вона буде слугувати розрадою при самих жорстких ударах долі у позбавленнях, потребах та безправ'я. Вона стане улюбленим місцем паломництва приїжджих євреїв з інших міст та містечок, з інших країн». 
Насправді сталося зовсім інакше. Діяльність Мандельштама аж ніяк не була співзвучна радянській ідеології, і після жовтневого перевороту 1917 року його стали потроху забувати. Під час німецької окупації 1941—1943 років та у повоєнні роки цвинтар на столичній Лук'янівці зазнавав руйнувань. У 1959 році пошкоджений пам'ятник на похованні Макса-Емануїла Мандельштама був відновлений. Згодом, у 1962 році, влада взагалі вирішила ліквідувати Лук'янівський єврейський цвинтар. З тисяч поховань вдалося перенести звідти лише декілька, а ті, що залишилися були знищені та розграбовані. При цьому до партійних і виконавчих органів надійшов сигнал: «На єврейському цвинтарі поховані відомі єврейські націоналісти-керівники сіоністських організацій Мандельштам, Борохов та Сиркін, останки яких взагалі переносити недоцільно».
Проте прах Мандельштама все ж таки не був втрачений. Внучка лікаря — відомий біохімік Євгенія Лазарівна Розенфельд, що тоді мешкала в Москві, — домоглася перенесення його поховання на київський міський Берковецький цвинтар. Нині в глибині єврейської ділянки № 17 стоїть пам'ятник з лабрадориту, на якому викарбувано висловлювання Мандельштама німецькою мовою, яке можна перекласти так: «Страждання мого народу — велика скорбота. І лише тоді може бути полегшено мій біль, коли звільнений єврейський народ на своїй власній землі піднесе першу молитву подяки небесам».

## Праці
Мандельштам — автор безлічі праць, написаних здебільшого німецькою, а також російською мовами, серед них: 
- Клинические лекции по глазным болезням / Соч. Д-ра Э. Мандельштама, в Киеве. Вып. 1—5. — Москва: тип. Т. И. Гаген, 1888—1894. — 5 т.
- Вступительная речь д-ра Мандельштама, председателя Киевского офтальмологического общества: Прил. к Протоколу 1 заседания. — Москва: т-во скоропеч. А. А. Левенсон, ценз. 1905. — 10 с.

## Статті
У різних томах «Archiv fur Ophthalmologie» було надруковано низку його статей, зокрема:
- «Anwendung der Ophthalmometrie auf einige Fragen der physiologischen Optik» (1865, том XI);
- «Ueber die Empfindlichkeit des Auges gegen Spectralfarben» (1867, том XIII);
- «Ueber Hemiopie und Sehnerverkreuzung» (1873, том XIX);
- «Der trachomatose Process» (1883).

## Родина
- Дядько — російський громадський діяч, поет, перекладач, публіцист Леон Мандельштам (при народженні — Ар'є-Лейб Мандельштам).
- Брат — історик російської літератури, мовознавець, професор Імператорського Олександрівського (Гельсінгфорського) університету, письменник, статський радник Йосиф Хацкелевич Мандельштам.
- Внучка — радянський біохімік, одна із творців вітчизняної школи вуглеводної біохімії, доктор біологічних наук, професор Євгенія Лазарівна Розенфельд (1907—1994)[5].